# Pineapple Support
Pineapple Support es una organización sin ánimo de lucro que brinda terapia de salud mental de manera gratuita y a bajo coste a miembros de la industria pornográfica (actores y actrices, productores y otros especialistas). Fue lanzada en abril de 2018 por la dominatrix y ocasional intérprete pornográfica británica Leya Tanit, en respuesta a una serie de muertes ocurridas en el seno de la industria adulta a finales de 2017 y principios de 2018, bien por acuse de adicciones o resultado de una enfermedad mental, como fueron los casos de August Ames, Olivia Lua, Yurizan Beltran o Shyla Stylez.
En sus primeros dos años, brindó apoyo y recursos de salud mental a más de mil miembros de la industria, con sesiones de terapia, asistencia y apoyo emocional y asesoramiento.
La organización lleva anualmente a sus terapeutas a los Premios AVN para proporcionar sesiones gratuitas sin cita previa para sus artistas. En octubre de 2019, Pineapple Support organizó la primera cumbre de salud mental en línea específicamente para la industria del cine para adultos, con sesiones con más de una docena de terapeutas. Pineapple Support ha trabajado con más de cien terapeutas en todo el mundo, entre ellos con Amie Harwick, y ha recibido importantes fondos de fuentes de la industria para adultos como Pornhub, xHamster, Kink.com y Chaturbate.
Tanit eligió el nombre de "Pineapple" ("piña" en español) porque es una palabra común de seguridad utilizada por la comunidad BDSM, y quería que la organización fuera "una palabra segura para los artistas".